# Drosophila maculifrons
Drosophila maculifrons är en tvåvingeart som beskrevs av Oswald Duda 1927. Drosophila maculifrons ingår i släktet Drosophila och familjen daggflugor.
Artens utbredningsområde är Peru.